# Jacob Praetorius den yngre
Jacob Praetorius den yngre (Jacobus), född 8 februari 1586 i Hamburg, död 22 oktober 1651 i Hamburg, var en tysk organist och komponist. 
Sin första undervisning fick Prätorius av sin far, Hieronymus. Både fadern och farfadern Jacob Praetorius den äldre var organister vid St. Jakobs kyrka i Hamburg. 
18 år gammal blev Praetorius Heinrich thor Molens efterföljare som organist vid Sankt Peterskyrkan i Hamburg, en post som han behöll till sin död. År 1606 studerade han i Amsterdam hos Jan Pieterszoon Sweelinck, som skrev en Motett i anledning till Praetorius bröllop 1608. Jacob Praetorius fick tre söner och tre döttrar. Av dessa blev sonen Hieronymus en känd kompositör. 
Jacob Praetoriuss kompositioner omfattade huvudsakligen motetter och orgelstycken. Han undervisade i orgel och komposition, och bland hans mest betydande elever räknas Matthias Weckmann och Berendt Petri med.